# Eumerus pulcherrimus
Eumerus pulcherrimus är en tvåvingeart som beskrevs av Enrico Adelelmo Brunetti 1915. Eumerus pulcherrimus ingår i släktet månblomflugor, och familjen blomflugor. Inga underarter finns listade i Catalogue of Life.